# 德維納獸屬
德維納獸屬已滅絕合弓類的一屬，屬於獸孔目的犬齒獸亞目，是種原始犬齒獸類動物。化石發現於俄羅斯阿爾漢格爾斯克州的科特拉斯，位於北德維納河流域，當地區還發現狼蜥獸、盾甲龍、二齒獸的化石，地質年代屬於二疊紀晚期的吳家坪階。
模式種是原始德維納獸（D. prima），是在1922年被敘述、命名。屬名意為「德維納的」，是以化石發現處的北德維納河為名。德維納獸的頭顱骨長12公分，完整身長估計約0.5公尺。德維納獸具有相當大的顳顬孔（temporal fenestrae），這是種進階型獸孔類的典型特徵，可供下頜肌肉附著。德維納獸是種小型雜食性動物，具有小型門齒、2顆犬齒、以及10到14顆臼齒。

## 外部連結
- Procynosuchidae （页面存档备份，存于）
- Another Russian dinosaur
- Cynodontia Dvinia
- BASAL CYNODONTS
- Mikko's Phylogeny Archive Cynodontia – cynodonts （页面存档备份，存于）
- https://web.archive.org/web/20120204114325/http://iris.nyit.edu/nycom/Faculty/Profiles/Sidor/Sidor%26Smith04a.pdf#search='Dvinia%20prima'